# Задвір'я (Смолевицький район)
Задвір'я (біл. вёска Задвор'е) — село в складі Смолевицького району Мінської області, Білорусь. Село підпорядковане Драчківській сільській раді, розташоване в центральній частині області.